# Якова, Виолета
Виолета Бохор Якова (болг. Виолета Бохор Якова; 2 июня 1923, Дупница — 18 июня 1944, Радомир) — болгарская деятельница антифашистского Движения Сопротивления, член Боевых групп БКП.

## Биография
Родилась 2 июня 1923 года в городе Дупница в бедной сефардско-еврейской семье. Детство и юношество провела в Софии, где работала портнихой.
В 1939 году вступила в Рабочий молодёжный союз.
В 1942 году вступила в антифашистское движение, вошла в состав Софийской боевой группы БКП.
Участвовала в диверсионной операции по поджогу склада с тёплой одеждой для немецких войск на улице Лавале (общая стоимость сгоревшей в пожаре зимней одежды составила 30 млн. левов).
Участвовала в ликвидации ряда пронацистских деятелей:
- 8 февраля 1943 в Софии Станю Василев и Виолета Якова выполнили операцию по уничтожению провокатора - полицейский агент Никола Христов («Кутуза») был застрелен Станю Василевым (у Виолеты Яковой в результате осечки патрона оружие не сработало)[1].
- 13 февраля 1943 в Софии был застрелен генерал-лейтенант Христо Луков, активный сторонник идей нацистов [2][3], руководитель «Союза болгарских национальных легионов», сторонник дальнейшего укрепления союза Болгарии с нацистской Германией. В операции участвовали Иван Бураджиев и Виолета Якова[4].
- 3 мая 1943 в Софии был застрелен бывший директор полиции и председатель Верховного кассационного суда Болгарии полковник Атанас Пантев (ранее он являлся председателем Софийского военно-полевого суда, и в 1942 году именно он осудил на смерть 18 участников коммунистического движения Сопротивления). В операции участвовали четверо: непосредственными исполнителями являлись Величко Николов и Митка Грыбчева, их прикрытие осуществляли Виолета Якова и Леон Калаора

В июне 1943 года несла службу в болгарской Софийской партизанской бригаде «Чавдар», Трынском партизанском отряде и даже в нескольких югославских отрядах.
В марте 1944 года её обнаружили в Радомире, где начали за ней охоту.
18 июня 1944 в селе Кондофрей попала в заранее подготовленную засаду, застрелила трёх жандармов и была застрелена в перестрелке с полицией.

## Память
- В 1970 году режиссёр Выло Радев снял фильм «Чёрные ангелы», одной из героинь фильма была партизанка по кличке Искра, прототипом которой и послужила Виолета Якова. Роль её исполнила Виолета Гиндева.